# European Darts Open
| European Darts Tour | European Darts Tour         |
| ------------------- | --------------------------- |
| Sportart            | Darts                       |
| Organisator         | PDC                         |
| Turnierart          | Ranglistenturnier           |
| Austragungsort      | Ostermann-Arena, Leverkusen |
| Austragungszeitraum | wechselnd                   |
| Rekordsieger        | Michael van Gerwen (5×)     |
| amtierender Sieger  | Nathan Aspinall             |
| Letzte Austragung   | 2025                        |
| Nächste Austragung  | 2026                        |

Die European Darts Open ist ein Ranglistenturnier im Dartsport, welches von der PDC veranstaltet wird. Es ist ein Event der European Darts Tour, welche im Rahmen der PDC Pro Tour durchgeführt wird.  Es wurde im Jahr 2012 zum ersten Mal ausgetragen. Austragungsort war bis einschließlich 2016 das Maritim Hotel in Düsseldorf, aufgrund des größeren Platzangebotes findet das Turnier seit 2017 in der Ostermann-Arena in Leverkusen statt.

## Format
Das Turnier wird im K.-o.-System gespielt. Der Spielmodus war bis 2018 in allen Runden best of 11 legs. Seit 2018 wird im Halbfinale best of 13 legs und im Finale best of 15 legs gespielt.
Jedes leg wird im double-out-Modus gespielt.

## Preisgeld
Bei dem Turnier werden seit 2023 insgesamt £ 175.000 an Preisgeldern ausgeschüttet. Das Preisgeld verteilt sich unter den Teilnehmern wie folgt:
| Position (Anzahl der Spieler) | Position (Anzahl der Spieler) | Preisgeld |
| ----------------------------- | ----------------------------- | --------- |
| Gewinner                      | (1)                           | £ 30.000  |
| Finalist                      | (1)                           | £ 12.000  |
| Halbfinalisten                | (2)                           | £ 8.500   |
| Viertelfinalisten             | (4)                           | £ 6.000   |
| Achtelfinalisten              | (8)                           | £ 4.000   |
| Verlierer der 2. Runde        | (16)                          | £ 2.500   |
| Verlierer der Vorrunde        | (16)                          | £ 1.250   |
|                               |                               |           |
|                               |                               | £ 175.000 |

## Finalergebnisse
| Jahr | Austragungsort              | Sieger                               | Ergebnis                             | Finalist                             | Preisgeld                            | Preisgeld                            |
| Jahr | Austragungsort              | Sieger                               | Ergebnis                             | Finalist                             | Gesamt                               | Sieger                               |
| ---- | --------------------------- | ------------------------------------ | ------------------------------------ | ------------------------------------ | ------------------------------------ | ------------------------------------ |
| 2012 | Maritim Hotel, Düsseldorf   | Raymond van Barneveld                | 6 : 4                                | Dave Chisnall                        | 0£ 82.100                            | 0£ 15.000                            |
| 2013 | Maritim Hotel, Düsseldorf   | Michael van Gerwen                   | 6 : 2                                | Simon Whitlock                       | 0£ 100.000                           | 0£ 20.000                            |
| 2014 | Maritim Hotel, Düsseldorf   | Peter Wright                         | 6 : 2                                | Simon Whitlock                       | 0£ 100.000                           | 0£ 20.000                            |
| 2015 | Maritim Hotel, Düsseldorf   | Robert Thornton                      | 6 : 2                                | Kim Huybrechts                       | 0£ 115.000                           | 0£ 25.000                            |
| 2016 | Maritim Hotel, Düsseldorf   | Michael van Gerwen                   | 6 : 5                                | Peter Wright                         | 0£ 115.000                           | 0£ 25.000                            |
| 2017 | Ostermann-Arena, Leverkusen | Peter Wright                         | 6 : 2                                | Mervyn King                          | 0£ 135.000                           | 0£ 25.000                            |
| 2018 | Ostermann-Arena, Leverkusen | Michael van Gerwen                   | 8 : 7                                | Peter Wright                         | 0£ 135.000                           | 0£ 25.000                            |
| 2019 | Ostermann-Arena, Leverkusen | Michael van Gerwen                   | 8 : 6                                | Rob Cross                            | 0£ 140.000                           | 0£ 25.000                            |
| 2020 | Ostermann-Arena, Leverkusen | Abgesagt wegen der COVID-19-Pandemie | Abgesagt wegen der COVID-19-Pandemie | Abgesagt wegen der COVID-19-Pandemie | Abgesagt wegen der COVID-19-Pandemie | Abgesagt wegen der COVID-19-Pandemie |
| 2021 | nicht ausgetragen           | nicht ausgetragen                    | nicht ausgetragen                    | nicht ausgetragen                    | nicht ausgetragen                    | nicht ausgetragen                    |
| 2022 | Ostermann-Arena, Leverkusen | Michael van Gerwen                   | 8 : 5                                | Dimitri Van den Bergh                | 0£ 140.000                           | 0£ 25.000                            |
| 2023 | Ostermann-Arena, Leverkusen | Gerwyn Price                         | 8 : 7                                | Dirk van Duijvenbode                 | 0£ 175.000                           | 0£ 30.000                            |
| 2024 | Ostermann-Arena, Leverkusen | Dave Chisnall                        | 8 : 6                                | Ross Smith                           | 0£ 175.000                           | 0£ 30.000                            |
| 2025 | Ostermann-Arena, Leverkusen | Nathan Aspinall                      | 8 : 6                                | Damon Heta                           | 0£ 175.000                           | 0£ 30.000                            |

## Höchste Averages
Die Tabelle nennt die zehn höchsten Averages in der Turniergeschichte.
| #  | Spieler               | Jahr | Runde        | Average | Ergebnis |
| -- | --------------------- | ---- | ------------ | ------- | -------- |
| 1  | Stephen Bunting       | 2024 | Achtelfinale | 117,12  | Sieg     |
| 2  | Michael van Gerwen    | 2022 | 2. Runde     | 113,79  | Sieg     |
| 3  | Robert Thornton       | 2015 | Halbfinale   | 111,77  | Sieg     |
| 4  | Peter Wright          | 2014 | 2. Runde     | 111,29  | Sieg     |
| 5  | Chris Dobey           | 2025 | Achtelfinale | 110,84  | Sieg     |
| 6  | Gerwyn Price          | 2023 | Achtelfinale | 110,49  | Sieg     |
| 7  | Rob Cross             | 2023 | Achtelfinale | 110,18  | Sieg     |
| 8  | Luke Woodhouse        | 2022 | 1. Runde     | 109,98  | Sieg     |
| 9  | Dimitri Van den Bergh | 2024 | 1. Runde     | 109,46  | Sieg     |
| 10 | Gerwyn Price          | 2023 | 2. Runde     | 109,03  | Sieg     |